# دوروتريجيس
كانت قبيلة دوروتريجيس من القبائل السلتية التي عاشت في بريطانيا قبل الغزو الروماني. استوطنت هذه القبيلة في مناطق تتوافق مع مقاطعتي دورسيت الحديثة، وجنوب ويلتشير، وجنوب سومرست، وكذلك في شرق ديفون على الضفة الشرقية لنهر أكس. ويُضاف إلى ذلك أن اكتشاف كنز من العصر الحديدي عام 2009 في شالفليت بجزيرة وايت يُشير إلى احتمال وجودهم أيضاً في النصف الغربي من الجزيرة. تتزايد الأدلة   التي تشير إلى أن النساء كن يحتلن مكانة اجتماعية مرتفعة داخل القبيلة، ويستند هذا الاستنتاج إلى عدة عوامل، من بينها وجود مقتنيات ذات مكانة عالية تم العثور عليها في قبور نسائية بشكل ملحوظ  بالإضافة إلى كون المجتمع كان مجتمعًا نسائيًا محوريًا (matrilocal)، حيث تعيش الزوجات بالقرب من أسرتهن الأصلية .  بعد الفتح الروماني، كانت المراكز الإدارية الرئيسية للدوغتريجز تُعرف بـ دورنوڤاريا (Durnovaria)، وهي مدينة دورشستر الحديثة، والتي يُرجح أن تكون العاصمة الأصلية للقبيلة، وليندينيس (Lindinis)، المعروفة اليوم باسم إيلشيستر، والتي كانت مكانتها قبل الفتح الروماني غير معروفة لكنها ازدادت أهمية بعد ذلك.)  كانت حدود أراضيهم من الغرب مع قبيلة دومنونيي (Dumnonii)، ومن الشرق مع قبيلة بيلجيا (Belgae) .

## الاسم

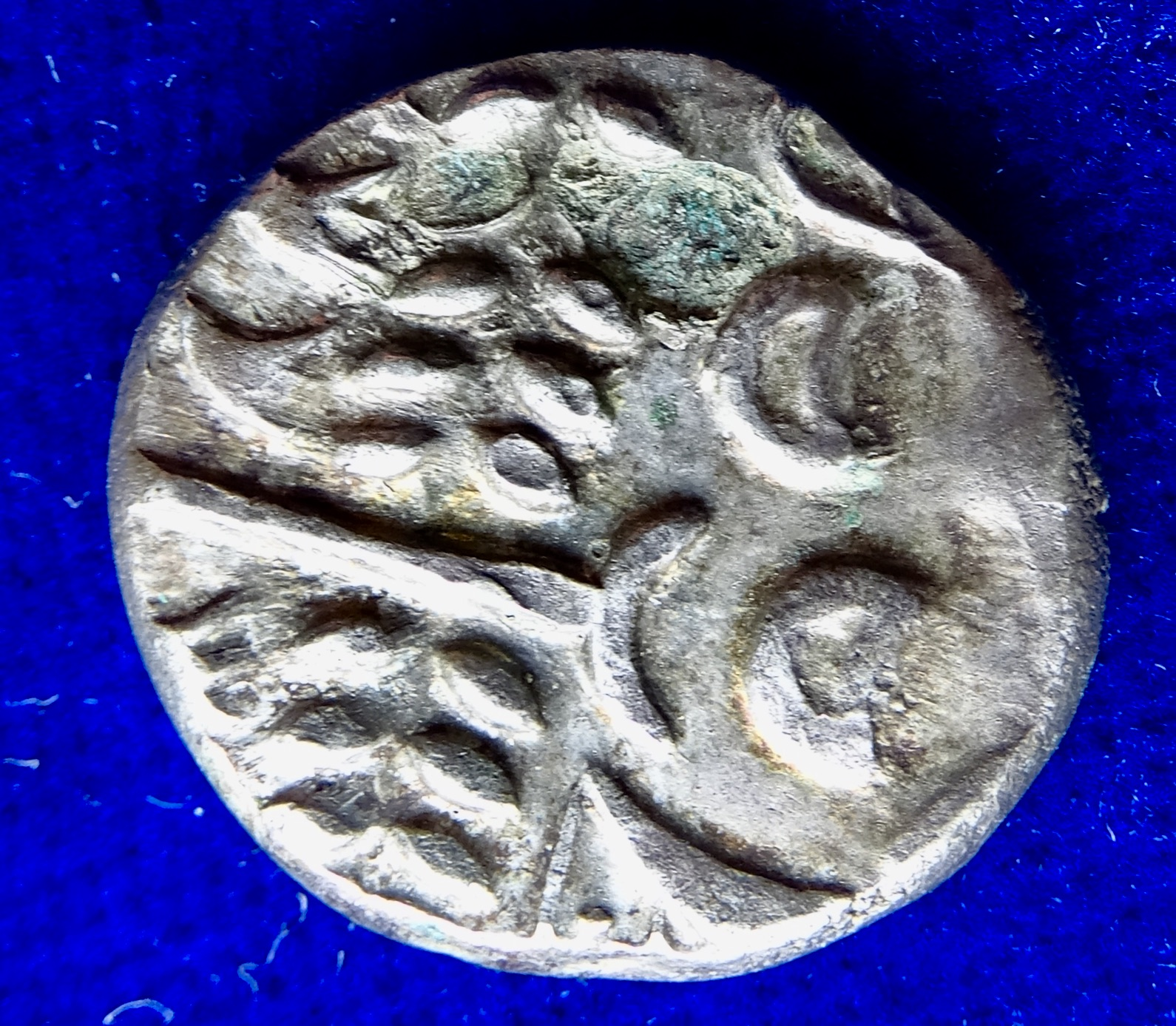
عملة فضية، رأس أبولو منمق، حوالي عام 60 قبل الميلاد، الوجه

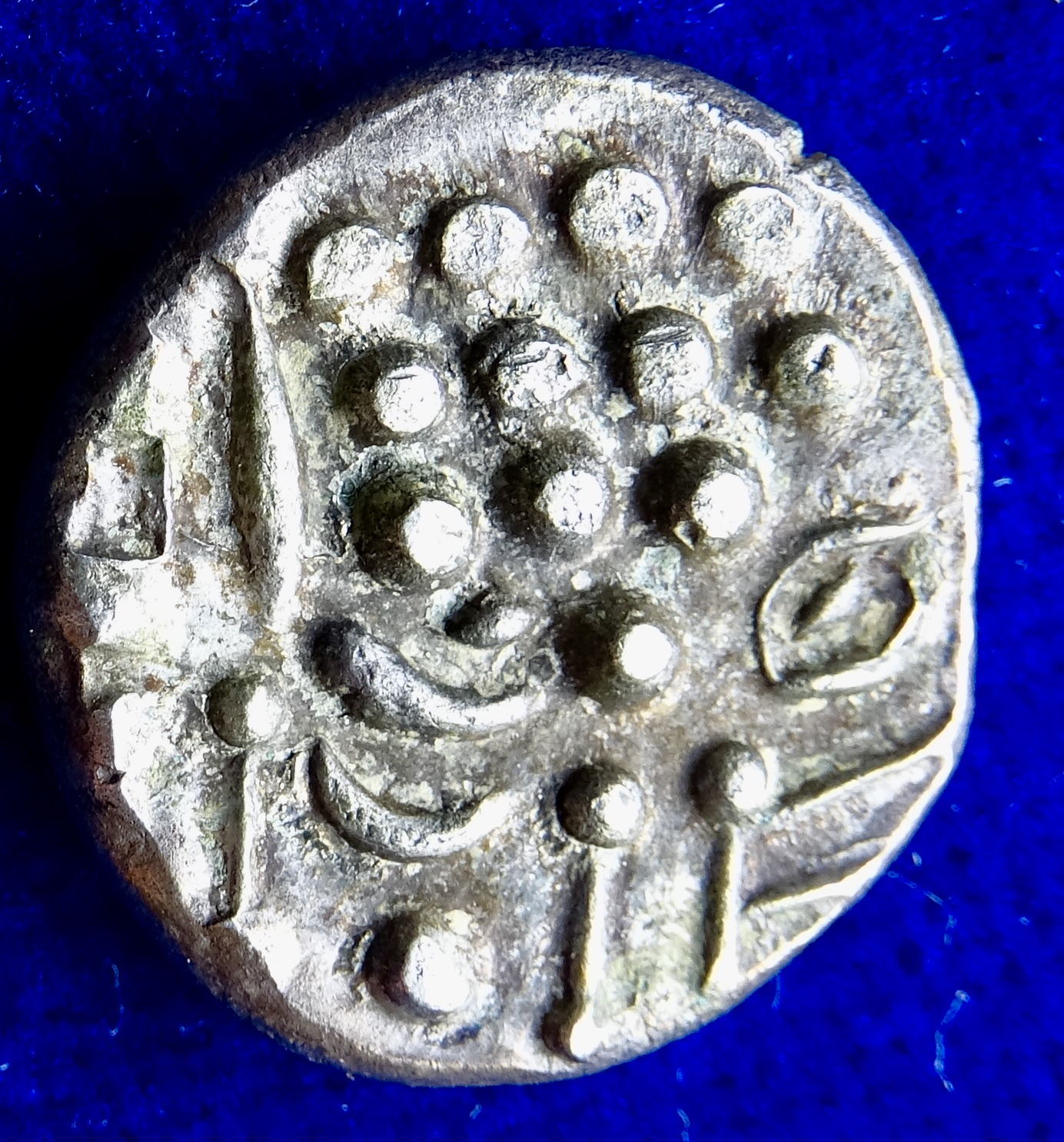
يظهر على ظهر هذه العملة السلتية حصان منمق ذو عين خلف حبيبات

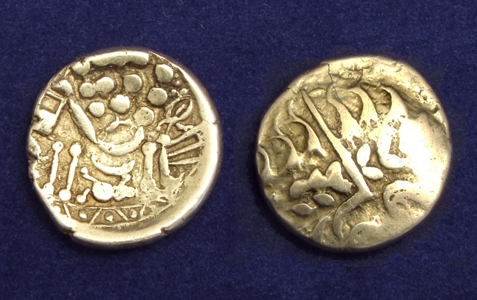
سلتيون بريطانيون، عملة ذهبية من منطقة دوروتريجيس. نوع المظلة مع حصان متقطع قوي على اليسار ورأس أبولو المجرد على اليمين.

اسم قبيلة دوروتريجيس معروف من خلال كتاب الجغرافيا لبطليموس، بالإضافة إلى نقشين عُثر عليهما على جدار هادريان، وكلاهما يرجع إلى ما بعد الغزو الروماني لبريطانيا . ولا يُعرف على وجه اليقين إن كان أحد قد أشار إليهم بهذا الاسم قبل أن يستقروا في المنطقة المعروفة اليوم باسم دورست.
وقد كُتب اسمهم في اليونانية القديمة بصيغة: Δουρότριγες، بحسب بطليموس.  أما النقشان المعروفان بـ RIB 1672  وRIB 1673  فهما حجارتان منقوشتان تسجّلان مساهمة القبيلة في بناء جدار هادريان:
- RIB 1672: civitas Durotrigum Lendiniensis ("مدينة الدوغتريجز من ليندينيس")

- RIB 1673: civitas Duro|tragum Lendi|niensis

الاسم Durotriges يمكن تفكيكه لغويًا إلى جزئين:
- Duro: ويُحتمل أن تعني "مكان قوي" أو "حصن"، وهي كلمة شائعة الاستخدام في أسماء الحصون الرومانية الأولى.
- Trig: تعني "سكان" أو "الساكنون في".[8]

وبالتالي فإن المعنى المرجّح لاسم القبيلة هو "سكان الحصون"، وهو وصف يتماشى مع كثرة القلاع والمستوطنات المحصنة المنتشرة في أراضيهم، رغم أن العديد من هذه التحصينات يبدو أنها كانت مهجورة بالفعل عند وقوع الغزو الروماني في عام 43م. 
لكن هناك تفسيرًا لغويًا آخر للاسم يقترح أن "Duro" مشتق من الكلمة البريطانية "dubro"، وتعني "ماء" (وتشبه في ذلك الكلمتين المعاصرتين "dour" في الاسكتلندية و"dwr" في الويلزية). أما الجزء الثاني "riges" فقد فُسّر على أنه يعني "الملوك"، مما قد يجعل معنى الاسم هو "ملوك المياه" أو "أمراء النهر".

## الإِقلِيم

إقليم دوروتريجيس

كان يُعرَف نطاق قبيلة دوروتريجيس جزئيًا من خلال ما تم العثور عليه من عملات معدنية منسوبة إليهم: ويبدو أن هذه العملات كانت قليلة الوجود في قلب منطقتهم، ما يوحي بأنها لم تكن مقبولة فيها، بل كانت تُعاد صكّها. شمالًا وشرقًا، كانوا يجاورون البلجاي، خلف نهر آفون وروافده، مثل نهر وايلي؛ ولا تزال الحدود بين مقاطعتي ويلتشير وسومرست تعكس هذا الانقسام التاريخي القديم."
أما منفذهم التجاري الأساسي نحو القناة الإنجليزية، فقد كان يقع في هينجستبري هيد، وقد ازدهر نشاطه في النصف الأول من القرن الأول قبل الميلاد، لا سيما مع إدخال عجلة الفخار. لكن هذا النشاط بدأ يخبو في العقود التي سبقت وصول الرومان. وتشير الأدلة النقدية إلى انحدار تدريجي في قيمة العملة المعدنية، ما يوحي بحالة من الانكماش الاقتصادي والعزلة الثقافية. وبحسب تحليل باري كونليف، فإن صناعة الفخار أصبحت تتمركز بشكل متزايد في منطقة ميناء بول.
يرجّح أن دوروتريجيس لم يكونوا قبيلة موحّدة بل كونفدرالية قبلية. فقد كانوا من بين الشعوب التي سكّت عملات معدنية قبل الغزو الروماني، وكانوا جزءًا من "الهامش الثقافي" المحيط بـ "نواة الجنوب البريطاني"، بحسب وصف كونليف. كانت عملاتهم بسيطة، بلا نقوش تُحدد ملوكًا أو زعماء.
ورغم ذلك، أظهرت مجتمعًا زراعيًا مستقرًا محاطًا بالحصون الواقعة على التلال، والتي يبدو أن استخدامها تراجع تدريجيًا بحلول عام 100 ق.م، أي قبل وصول الفيلق الثاني بقيادة فيسبازيان في عام 43–44 م. وتُعد قلعة ميدن مثالًا محفوظًا على هذا النوع من التحصينات. 

## المستوطنات

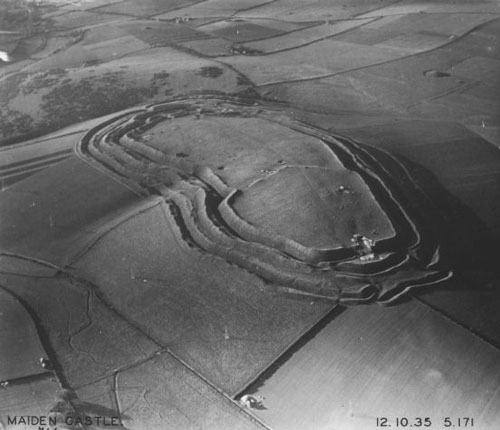
كانت قلعة العذراء في دورست ضمن أراضي دوروتريجيس

إنّ امتصاص العائلات الحاكمة للـدوروتريجيس في مقاطعة بريتانيا الرومانية، ومدى الرومنة الذي تعرضوا له، يجعل من توثيق أسماء المستوطنات التي كان يشغلها الدوروتريجيس قبل الغزو الروماني أمرًا صعبًا. ومع ذلك، وبالاعتماد على مجموعة متنوعة من المصادر، تم التعرّف على عدة أماكن.
تسجّل جغرافيا بطليموس مستوطنة دونيوم، والتي يُفترض أنها هينجستبري هيد، باعتبارها مركزًا قبليًا مهمًا بالقرب من جيرانهم من قبيلة البلغاوي، إلا أنه من غير المعروف ما إذا كانت تُعد العاصمة الفعلية للاتحاد القبلي، خاصةً أن عدة مستوطنات أخرى تبدو ذات أهمية مماثلة بحسب الأدلة الأثرية.
- حصن وولسبارو هيلفورت
- قلعة العذراء
- قلعة كادبوري
- هام هيل
- قلعة أبوتسبري ، ألينغتون، دورست ،
- حلقات بادبوري ، تل بانبوري ، تل بيندون ، حلقات بوزبوري
- حصن شالبيري هيلفورت ، قلعة كوني ،
- تلة الزنزانة
- تلة إيغاردون
- تلة الزهور
- تلة هامبلدون ، تلة هود ،
- قلعة لامبرت ، تل لويسدون ،
- قلم بيلسدون ، باوندبري هيل
- معسكر راولزبري
- دوروبوليس

## الثقافة

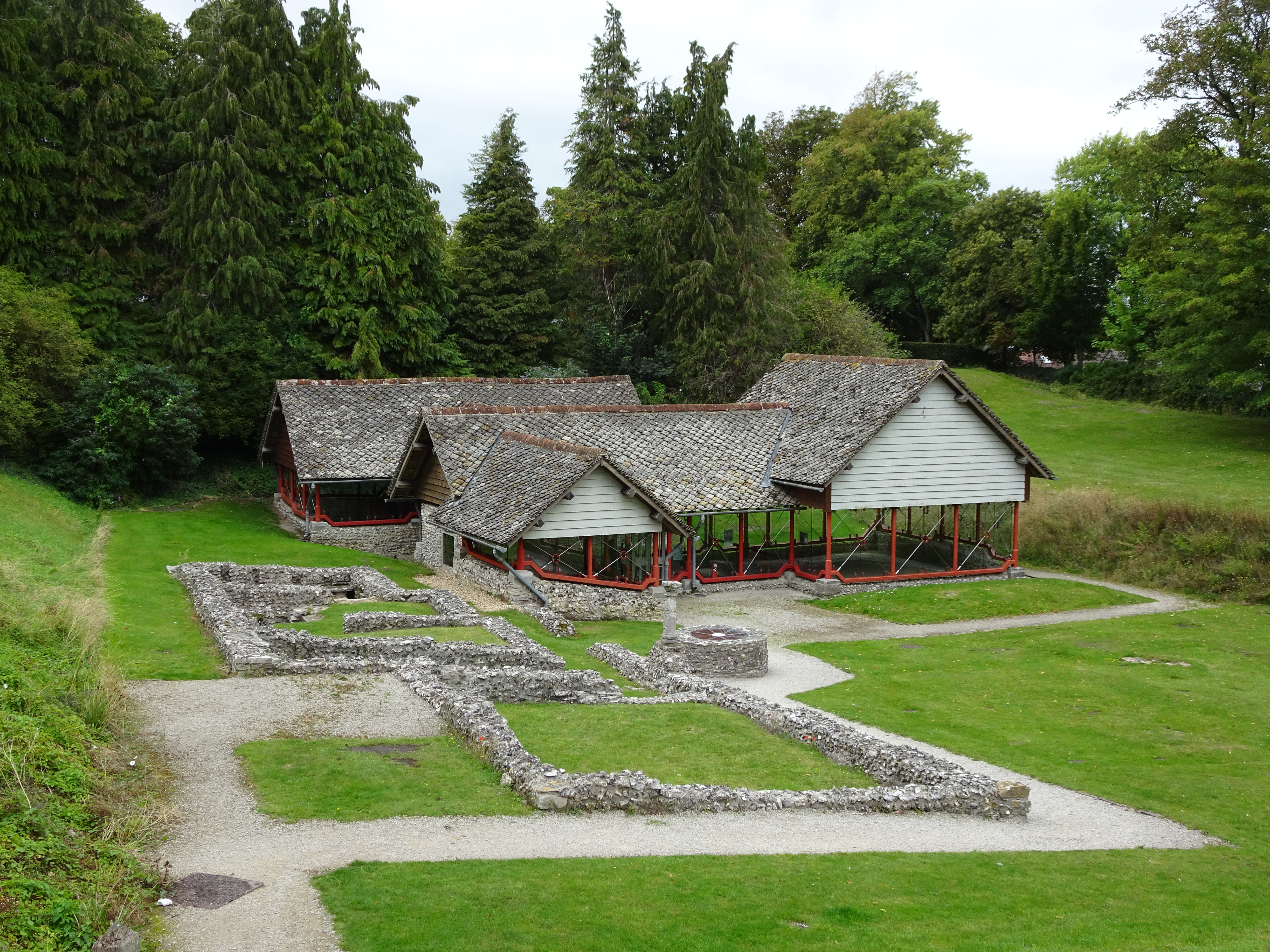
بقايا منزل روماني في دورشيستر

كان دفن الدوروتريجيس يتم عن طريق الدفن المباشر (الدفن الكامل دون حرق الجثة)، مع تقديم وجبة طقسية أخيرة حتى في ظروفٍ قاسية، كما حدث في ثماني عمليات دفن في "مايدن كاسل"، والتي تمت مباشرة بعد الهجوم الروماني. معظم قبور الدوروتريجيس تحتوي على جثث مدفونة في وضعية الجلوس أو الانكماش داخل قبور بيضاوية ضحلة. وقد تم العثور على حالة دفن كهذه تعود لشابة من شعب الدوروتريجيس في لانغتون هيرينغ بدورست عام 2010، وكانت قد وُضعت في قبرها مع مرآة مزخرفة، وتاريخ الكربون المشع أعطى تقديرًا بين عام 25 و53 ميلادية. 
ورغم الاعتقاد السابق بأن الدوروتريجيس قد قاوموا بشدة الغزو الروماني عام 43/44 ميلادية، وهو ما سجله المؤرخ سويتونيوس من معارك بين قبائل جنوب بريطانيا والفيلق الثاني "أوغوستا" بقيادة فيسباسيان، لا يوجد دليل مؤكد على مشاركة الدوروتريجيس تحديدًا في هذه المعارك. عالم الآثار مورتيمر ويلر، الذي قاد أعمال الحفر في مايدن كاسل بين عامي 1934 و1938 مع تيسا ويلر، فسّر مقبرة وُجدت عند بوابة التل الشرقية على أنها دليل على هجوم روماني عنيف..  لكن نيال شاربليس أعاد فحص الموقع بين عامي 1985 و1986  ومسح جيوفيزيائي أجراه ديف ستيوارت عام 2015  بيّنا أن تفسير ويلر للهجوم والمجزرة غير مرجّح.  بحلول عام 70 ميلادية، كان الشعب قد بدأ بالتأقلم مع الثقافة الرومانية وأُدمج بشكل كامل ضمن مقاطعة بريتانيا الرومانية. واستغل الرومان بعض المقالع الحجرية في منطقتهم، كما دعموا صناعة الفخار المحلية.
علاقة الدوروتريجيس بالإمبراطورية الرومانية تُشكّل أساس مشروعٍ بحثي أثري مستمر تشرف عليه جامعة بورنموث بقيادة بول تشيثام، إلين هامبلتون، ومايلز راسل، ويُعرف بـمشروع الدوروتريجيس. منذ عام 2009  أعاد المشروع دراسة المرحلة الانتقالية بين العصر الحديدي والعصر الروماني من خلال مسح ميداني، وتحقيقات جيولوجية، وتنقيبات دقيقة.
حتى الآن، شمل العمل حظيرة مغلقة من أواخر العصر الحديدي تحتوي على منازل دائرية، وساحات عمل، وحفر تخزين، بالإضافة إلى مقبرة من أواخر العصر الحديدي، وفيلا رومانية، وموقع كبير لمستوطنة دائرية يُطلق عليها اسم "دوروبوليس" .
وقد كشفت دراسة نُشرت عام 2025، وشملت 57 جينومًا من شعب الدوروتريجيس، أن مجتمعاتهم كانت تستند إلى سلالات الأمهات، حيث كان الرجال الوافدون غير مرتبطين بهم، مما يشير إلى نمط سكن قائم على الإقامة بالقرب من أقارب الأم (نظام الأمومة)، وهو نمط غير مسجّل سابقًا في ما قبل التاريخ الأوروبي. 

## قراءة إضافية
- مارتن بابورث، (2011)، البحث عن الدوروتريجيس: دورست والبلاد الغربية في أواخر العصر الحديدي . الصحافة التاريخية.(ردمك 0752457373)رقم ISBN 0752457373
- بول تشيثام وإيلين هامبلتون ومايلز راسل ومارتن سميث (2013)، حفر الدوروتريجيس: الحياة والموت في دورست في أواخر العصر الحديدي . علم الآثار الحالي 281، 36-41.
- ديف ستيوارت ومايلز راسل، (2017)، الحصون الجبلية ودوروتريجيس: مسح جيوفيزيائي لدورست في العصر الحديدي . أركيوبريس(ردمك 9781784917159)
- غي دي لا بيدويير (2006)، بريطانيا الرومانية: تاريخ جديد

## روابط خارجية
- حفر دوروتريجيس الكبير
- دوروتريجيس في بريطانيا الرومانية
- دوروتريجيس في الرومان في بريطانيا
- مشروع دوروتريجيس